# 莫爾河谷 (英國國會選區)
莫爾河谷（英語：Mole Valley），英國國會一郡選區，包括英格蘭東南部薩里郡中南部，包括莫爾河谷區大部和吉爾福德區東部。
本區自1983年創設以來一直支持保守黨。現屆當區議員為保羅·貝雷斯福德。他在2010年大選中以57.5%選票首次勝出，自1997年以來三度連任成功。